# 敦阿都拉萨纪念馆

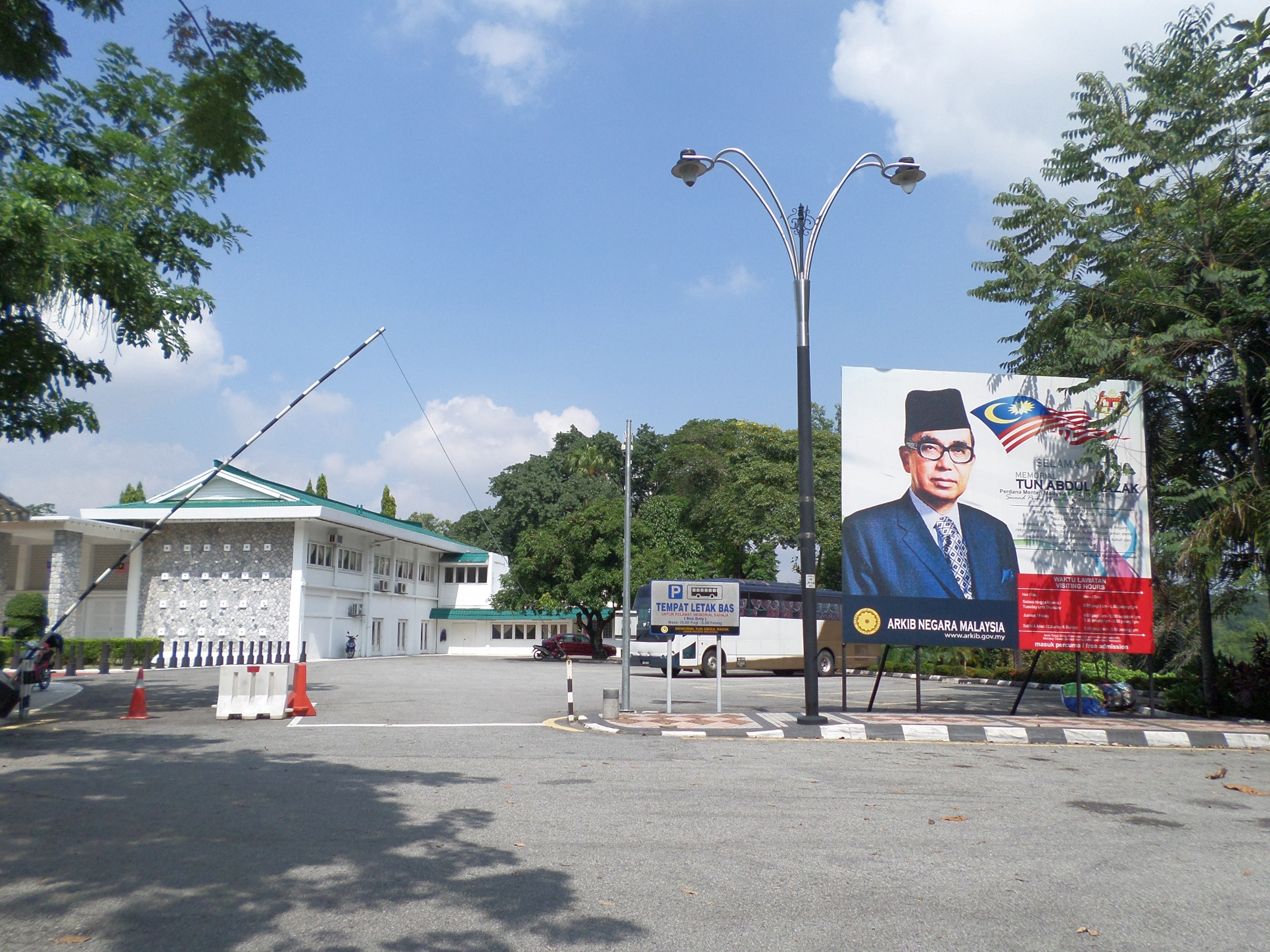
敦阿都拉萨纪念馆

敦阿都拉萨纪念馆是位于马来西亚首都吉隆坡的一间博物馆。

## 历史
原先是已故第二任首相敦阿都拉萨的官邸，之后被改建为博物馆以纪念他的贡献，并由第四任首相马哈迪·莫哈末于1982年5月6日主持开幕。敦阿都拉萨自1962年一直住在这所官邸，直至1976年1月因白血病去世。